# Hanggai (ban nhạc)
Hàng Cái hay Hàng Cái nhạc đội (tiếng Trung: 杭盖乐队; bính âm: Hánggài yuèduì; tiếng Mông Cổ: Ханнгай) theo phiên âm tiếng Trung, là một ban nhạc dân ca Mông Cổ của Bắc Kinh, nổi bật với phong cách âm nhạc pha trộn giữa âm hưởng dân ca Mông Cổ và những phong cách hiện đại hơn như punk rock.

## Bối cảnh
Đài phát thanh NPR của Mỹ từng chia sẻ rằng, ở một đất nước mà thể loại như C-pop thống trị sóng phát thanh chính thống, ấy mà nhóm Hàng Cái đang tạo nên một cuộc xâm nhập vào nền công nghiệp âm nhạc Trung Quốc với âm nhạc độc đáo và hiện đại có khởi nguồn từ âm nhạc dân gian Mông Cổ của họ. Một số thành viên là người Mông Cổ, trong khi những thành viên còn lại là người Hán, họ chuyên chơi những nhạc cụ truyền thống Mông Cổ. Tất cả các thành viên đều đến từ vùng Nội Mông và Bắc Kinh.
Bản thân thuật ngữ "Hàng Cái" là một từ Mông Cổ, đề cập đến một khung cảnh thiên nhiên lý tưởng với những đồng cỏ, núi, sông, cây cối và bầu trời xanh trải dài bất tận. Ban nhạc được thành lập khi trưởng nhóm Ilchi, bị quyến rũ bởi những âm thanh của cách hát giọng cổ họng (throat singing) và muốn tìm lại di sản dân tộc của mình, đi đến vùng Nội Mông để học nghệ thuật. Đó là nơi ông ta đã gặp các thành viên ban nhạc sau này là Hugejiltu và Bagen. Trong một cuộc phỏng vấn với NPR, Ilchi nói rằng, "Hầu hết người dân tộc chúng tôi đã rời bỏ cuộc sống cũ...Khi chuyển tới thành phố, nhiều người trong chúng tôi đã dần dần bị lệ thuộc vào một cuộc xâm lăng văn hóa rất mạnh bởi một nền văn hóa áp bức. Vì vậy, thứ âm nhạc truyền thống này đã hoàn toàn mất đi không gian của nó."

## Ảnh hưởng âm nhạc và phong cách
Các thành viên của Hanggai có những xuất thân khác nhau, với ca sĩ Ilchi đã từng là thủ lĩnh của ban nhạc punk T9. Những thể nghiệm chiết trung đã đến với nhau để cho Hanggai có được một thứ âm thanh đặc biệt độc đáo pha trộn âm nhạc dân gian Mông Cổ với các hình thức phổ biến hơn như punk. Trong một cuộc phỏng vấn với Spinner, Ilchi nói rằng trong số nhiều ảnh hưởng của nhóm, các nghệ sĩ phương Tây, như "Pink Floyd, Radiohead, Rage Against the Machine, Secret Machines, Electralane và Neil Diamond..." đóng một vai trò lớn trong việc định hình âm nhạc của ban nhạc. Thật vậy, mặc dù cốt lõi âm nhạc của họ là dựa trên morin khuur và topshur, hai nhạc cụ truyền thống của Mông Cổ, ban nhạc cũng kết hợp một số yếu tố ít truyền thống hơn.
Trong album đầu tiên của họ, Introducing Hanggai, ban nhạc cũng có sự sử dụng rộng rãi guitar điện, nhạc cụ giả lập, bass, và banjo để tạo ra một âm thanh liên tục và hiện đại hơn.
Tất cả các bài hát đều là chuyển thể từ các bài dân ca Mông Cổ và được hát kết hợp với kỹ thuật hát cổ họng của Mông Cổ, trong đó các nghệ sĩ phát ra hai cao độ khác nhau cùng một lúc.

## Các yếu tố chính trị về văn hoá
Một phần mục tiêu của Hàng Cái là một nhóm nhạc giúp củng cố văn hóa Mông Cổ ở Trung Quốc với lý do liên quan đến tái khám phá bản sắc văn hóa ở Trung Quốc hiện đại: Anh ta là một người dân tộc Mông Cổ, phải học lại ngôn ngữ của dân tộc để hát bằng thứ tiếng này, và anh hát về một cuộc sống nhanh chóng biến mất mà anh chưa từng được thực sự sống." Mặc dù nhiều bài hát của họ, chẳng hạn như Wuji, vang vọng những lời ca quá khứ du mục giản đơn với lời bài hát như: "Đồng cỏ thân yêu nơi tôi sinh ra... Tôi sẽ hát lời ngợi ca cho bạn đến mãi mãi...Quê hương Mông Cổ yêu quý của tôi...Tôi sẽ hát và chơi đàn về bạn...", một phần lớn của bản thân album được xen kẽ với những âm thanh của giao thông đường phố Bắc Kinh qua đó nói thêm đến các biến chứng của việc tìm kiếm bản sắc dân tộc của một người khi đối mặt với một văn hóa chính thống ưu thế hơn.
Trong một bài báo của Spinner, khi được hỏi về sự biến chứng của việc âm nhạc của Hàng Cái đang được phân loại là "nhạc Trung Quốc" (C-pop), thủ lĩnh Ilchi trả lời rằng, "Âm nhạc của Hàng Cái là âm nhạc Mông Cổ rất cổ truyền. Một số bài hát của chúng tôi bị ảnh hưởng bởi âm nhạc Trung Quốc, bởi những bài hát đó đã được sáng tác sau thời điểm sáng lập nước Cộng hòa Nhân dân Trung Hoa vào năm 1949, và chúng tôi đều được sinh ra về lâu sau đó! Chúng ta đều bị ảnh hưởng bởi những gì chúng ta nghe và lớn lên cùng, và chúng tôi vẫn đang tìm kiếm cội nguồn âm nhạc của chúng tôi."
Nhà sản xuất Robin Haller bổ sung thêm rằng đã "luôn có một mối quan hệ rất chặt chẽ và phức tạp giữa dân tộc Hán chiếm đa số ở Trung Quốc...và những người sống ở khu vực biên giới của Trung Quốc -- người Tây Tạng, người Hồi giáo Duy Ngô Nhĩ...và, tất nhiên, người Mông Cổ. Một số Triều đại Trung Quốc đã được thành lập bởi dân du mục xâm lược từ phương bắc...Vì vậy, bài hát về Mông Cổ và văn hóa đồng cỏ nói chung chắc chắn được coi là "nhạc Trung Quốc" bởi người nghe nhạc Trung Quốc—nhưng là "Trung Quốc" theo nghĩa rộng nhất của từ này. Có lẽ một sự tương tự dễ hiểu hơn...sẽ là cách mà các bài hát Celtic được nghe ở Vương quốc Anh; hầu hết người nghe Anh quốc sẽ xem xét chúng là nhạc Anh, nhưng thứ âm nhạc ấy kỳ lạ, đẹp và hơi nguy hiểm theo một cách không giống âm nhạc dân ca của Anh!" Hanggai là một trong năm ban nhạc trong phim tài liệu Beijing Bubbles - Punk and Rock in Chinas Capital, đạo diễn bởi George Lindt và Susanne Messmer.
Bằng cách chơi âm nhạc dân gian Mông Cổ trong khi cũng kết hợp các phương thức âm nhạc phổ biến, Hanggai đang tạo ra một môi trường mà qua đó là một cách hiệu quả có thể thể hiện giọng nói của một thế hệ khao khát để kết nối với các gốc rễ dân tộc của mình khi đối mặt với một nền văn hóa chính thống mang tính thống trị. Ilchi nói rằng trong khi mặc dù, "cội nguồn của Hanggai là âm nhạc đến từ dân ca truyền thống Mông Cổ...âm nhạc của Hanggai không thực sự nói về thời điểm của Thành Cát Tư Hãn, nhưng nó thực sự phản ánh cuộc sống và đạo đức của người Mông Cổ."

## Danh sách đĩa hát
- Hanggai (Beijing Dongfang Yingyin, 1 tháng 4 năm 2007)
- Introducing Hanggai (World Music Network, 28 tháng 7 năm 2008)
- He Who Travels Far (World Connection, 18 tháng 10 năm 2010)
- Four Seasons (Starsing Records, 1 tháng 5 năm 2012)
- Baifang (Harlem Recordings, 7 tháng 2 năm 2014)
- Horse Of Colors (Tian Hao Entertainment, 9 tháng 5 năm 2016)
- Homeland (Tian Hao Entertainment, 5 tháng 12 năm 2017)

## Các chuyến lưu diễn
Mặc dù được biết đầu tiên và quan trọng nhất là một lễ hội âm nhạc chủ yếu về heavy metal, ban nhạc đã biểu diễn tại Wacken Open Air năm 2010.
Ban nhạc từng biểu diễn ở Sydney Festival vào tháng 1 năm 2011.
Hanggai đã biểu diễn ở Bonnaroo Music & Art Festival ở Manchester, Tennessee vào tháng 9 đến 12 năm 2011.
Hanggai đã biểu diễn tại Woodford Folk Festival vào tháng 12 năm 2011, theo vào đó là những đám đông nhảy múa trong mỗi màn trình diễn.
Ban nhạc đã tổ chức lễ hội âm nhạc thường niên Hanggai Music Festival kể từ năm 2010, mời những nghệ sĩ như Huun-Huur-Tu và The Randy Abel Stable.
Ban nhạc đã duy trì một độ nổi tiếng ổn định phổ biến ở Hà Lan, xuất hiện tại nhiều lễ hội mùa hè và địa điểm hòa nhạc kể từ đó.

## Thể loại khác
Bài hát 酒歌 (Jiu Ge/Tửu Ca) đã được ghi lại từng phần tại một bữa tiệc thực tế mà ban nhạc đã tham dự. Bài hát cuối cùng đã được tạo ra bởi việc nối ghép các phần âm thanh từ đêm đó với nhau. Jiu Ge cũng đã được thu âm bởi ban nhạc Hà Lan Jovink như là bài hát chủ đề cho họ trong lễ hội nl:Zwarte Cross năm 2009.
Thủ lĩnh Ilchi lần đầu tiên học hát giọng cổ họng sau khi Odsuren Baatar, một bậc thầy hát giọng cổ họng từ Mông Cổ, nhận lời mời của Nhà hát Ca múa nhạc Nội Mông (Inner Mongolia Song and Dance Ensemble) để tiến hành cuộc hội thảo về nghệ thuật ở Nội Mông. Trước khi thành lập ban nhạc, Ilchi đã được giới thiệu trong phim tài liệu về punk của Trung Quốc Beijing Bubbles.
Ban nhạc gần đây đã đoạt vị trí quán quân mùa thứ hai của chương trình truyền hình thực tế Trung Quốc Sing My Song.